# 大橋卓弥
大橋 卓弥（おおはし たくや、1978年5月9日 - ）は、日本の歌手、シンガーソングライター。音楽ユニットスキマスイッチでボーカル・ギター・ハーモニカを担当。愛知県東海市出身。

## 来歴
1978年
- 5月9日、愛知県東海市[1]にて2人兄妹の長男として生まれる。

1985年
- 東海市立渡内小学校に入学[2]。

1991年
- 東海市立上野中学校に入学[3]。

1992年
- 先生からの提案で、上野中学校の学園祭のイメージソングとなる「流れゆく時のなかで」の作曲を担当。人生で初めての作曲となる[3][4]。

1994年
- 愛知県立知多高等学校（現・愛知県立知多翔洋高等学校）に入学。

1996年
- 夏、中学時代の先輩だったヨツヤタカヒロ.の誘いで見に行ったライブで、常田真太郎と出会う（その時の印象について大橋は「何でこんなにピアノが下手なのに人前に出られるんだろう？お客さんを入れてお金取ってやってるのに」と、非常に悪かったことを明かしている）[5][6]。

1997年
- 高校卒業と同時に上京し、音楽専門学校に入学（ただし、2週間で行かなくなり親に内緒で自主退学している）。

1999年
- 常田に自身の曲のアレンジを依頼したことがきっかけとなり、常田主導でスキマスイッチ結成[7]。

2003年
- 7月9日、『view』でメジャーデビュー。

2007年
- 9月29日、一般女性との入籍を発表[8]。
- 12月14日、公式ホームページにてソロ・プロジェクトを発表。

2008年
- 2月6日、ソロデビューシングル『はじまりの歌』を発売。
- 7月2日、自身初のオリジナルアルバム『Drunk Monkeys』を発売。

2009年
- 3月25日、全国ツアーの最終公演を収めた自身初のライブDVD「Drunk Monkeys“TOUR 2008”and“＋α”」発売。
- 11月、第1子となる女児が誕生[9][10]。

2017年
- イルミネーション・エンターテインメント映画『SING/シング』にてジョニー役を担当[11]。

2019年
- 11月16日、第61回日本レコード大賞の審査委員会において「青春」で編曲賞を受賞（常田と同時受賞）[12]。

2020年
- 4月8日、NexTone Award 2020において「奏(かなで)」で著作者としてGold Medalを受賞（常田と連名での受賞）[13]。

## 人物
- 血液型AB型、身長175cm、体重68kg。既婚。
- 幼少期からクラシック音楽を好んでいた。
- 小学生の頃、友人宅の電話の保留音に心を打たれ、後にそれがThe Beatlesの「Yesterday」だと知り、ビートルズに傾倒する[14]。
- 小学生の頃からピアノを習っており、ピアニストになる事を夢見ていた[1]。しかし、中学2年生の時、指導者の薦めで見学したリサイタルで、プロの演奏に衝撃を受け自身の能力に限界を感じたため、ピアノをやめてしまう。
- 中学校では、生徒会の書記を務めた。朝礼で漫才をするなど人前に出る楽しさに目覚める。
- 中学校・高校ではバレーボール部に所属。高校ではキャプテン兼エースアタッカーとして活躍。戦績は県大会ベスト8。
- 競艇選手の池田浩二とは高校の同級生で、今でも親交がある。池田曰く「自分はそうじゃなかったけど、大橋はモテてた」とのこと。[15]
- カラオケに初めて行った際に「歌がうまい」と褒められた事がきっかけで、ミュージシャンになる事を意識し始める。
- 高校卒業後に上京し、常田と同じ音楽専門学校に進学。当時は、知り合いが近くにいた方が安心するということで、常田の住んでいたアパートの近くに大橋もアパートを借りて住んでいた。
- スキマスイッチの結成前には、ヨツヤタカヒロ.らと4人組バンド"Dear Friends"を組んでいたが、音楽活動より麻雀に熱中してしまったため自然消滅した。
- "Dear Friends"の解散後は1人で路上ライブを中心に活動していた。
- 初めて買ったCDは、光GENJIの『パラダイス銀河』。小学4年生の時に、父親から「卓弥が欲しいCDを1枚、お父さんが欲しいものを1枚、それから2人で一緒に聴けるものを1枚買おう。」と提案を受けて選んだもの（残り2枚は、父用が井上陽水の『リバーサイドホテル』、2人共通用が中村あゆみの『ともだち』であった）[16]。
- 初めて弾き語りをした曲は、松任谷由実の『ルージュの伝言』[17]。
- 大のジャッキー・チェンファンであり、バラエティ番組『SMAP×SMAP』（フジテレビ）の企画で「芸能界ジャッキーチェン王決定戦」に出演したり、映画『ポリス・ストーリー REBORN』が公開する際にはコメントを寄せたりしている[18]。また、ソロ活動のバンド名や1stアルバムのタイトルとしている『Drunk Monkeys』は、映画『ドランクモンキー 酔拳』から取ったことを明かしている[19]。
- 吉野家をこよなく愛しており「多い時は週3、4回食べている」と公言している[20]。この事は吉野家にも認知されており、大橋のこだわりの食べ方が吉野家創業120周年記念メニューとして出されたり、『𠮷野家 FAN BOOK』にコメントを寄せたりしている[20][21]。また、所属する事務所が主催するイベント「Augusta Camp 2019」では、吉野家と共同開発したコラボメニューを発売している[22]。

## 音楽性

### 影響
- 影響を受けたアーティストとして玉置浩二、The Beatles、德永英明、Mr.Children、奥田民生を挙げている。
- 特に玉置浩二は歌唱方法を参考にするなど一番影響を受けたと語っており、玉置の特番ではインタビュアーを務めたこともある[23][24]。
- Mr.Childrenについては、大ファンであることを公言しており、ライブでも度々カバーをする他[25][26][27][28]、テレビ番組でも歌詞や桜井和寿の歌唱方法について考察を披露している[29][27][30][31]。
- また、歌い方のクセは「多分、浜省さん（浜田省吾）からだろうね」と語っている[32]。

### ボーカル
- レコーディングにおいては、「歌の流れを崩したくない」という考えから、10本程度テイクを取り、その中から良いものを選ぶという手法を取ることが多い[33]。
- レコーディングでは、マイクとの実際の距離による声の大きさを重視しており、コンプレッサーは使っていない[33]。

### スキマスイッチ
- 自身の音楽活動の主軸であり、ボーカルを担当している。
- また、レコーディングやライブではアコースティックギターやエレキギターを演奏することが多いが、楽曲によってはドラム、ハーモニカ、ピアノ等も担当する。
- 楽曲制作においては、作詞・作曲・編曲の全てを常田と共同で行っている。

### ソロ活動
- 2008年限定で本格的にソロ活動を展開。活動の狙いとタイミングについては「オリジナル・アルバム3枚出してベスト出して、スキマスイッチとしてやりたいことはとりあえず形になったので。今のタイミングで一回、個人のスキルを上げるためにも、武者修行じゃないですけどもうひと段階上がれるように」「得た成果をまたスキマスイッチに持ち帰って、さらに大きくなれれば」と語っている[14]。
- ソロ活動の目標として「スキマスイッチではできないことをソロとしてやる」「ひとりの歌い手として「声」を生かした事をやる」ことを掲げ、バンド形態での活動を展開した[14]。
- スキマスイッチの楽曲との違いについては「一番の違いは詞の世界でしょうね」と語っている。「パーソナルな世界、正直な感情」を綴ることで、架空の登場人物の物語を歌詞にすることが多いスキマスイッチの楽曲と差別化を図ったことを明かしている[19]。
- また、パーソナルな曲作りを通じて「思っている以上に自分はネガティブな人間でした。僕にとっての原動力は、負の感情だということがわかった。」とも語っている[19]。
- ソロ活動期間中は、「素直な気持ちを書き綴ってパーソナルな部分を歌う」「レコーディングにおいてはダビングをしない」という縛りを設けていた[14]。
- 2009年以降は、スキマスイッチとしての活動に重きを置いており個人作品のリリースはないものの、単独でのライブ出演や不定期ライブ「SEN-NAGE」の企画など精力的にソロ活動を続けている。

### 楽器・機材

#### ギター
- Gibson J-50（Gibson）[34]
- '66 Gibson J-50（Gibson） [35] [36]
- Martin OM28V（Martin）[37]
- ColeClark FL2（ColeClark）[38]
- Taylor GS RC（Taylor）[38]
- Taylor ANNIVERSARY MODEL（Taylor）[38]
- Taylor 854CE（Taylor）[38]
- Taylor Baby Taylor（Taylor）[36]
- Gibson J-45（Gibson）[36]
- Fender Telecaster（Fender）[39]
- Juan Hernandez ESTUDIOFLAMENCA（Juan Hernandez）[39]
- Gibson SG（Gibson）[39]
- NEO-WAVE（BEFFNICK）[40][36]
- LL36ARE（ヤマハ）[41]
- Gretsch Tennessean（Gretsch）[42]
- VST-TO/BLK（Provision）[43]
- Acoustasonic Player Telecaster（Fender）[44]

#### マイク
- BETA58A（SHURE）[33]

#### ハーモニカ
- Marine Band（HOHNER）[37]

## ディスコグラフィ

### インディーズ

#### ミニアルバム
| 枚  | リリース日    | タイトル |
| --- | ------------- | -------- |
| 1st | 1999年12月8日 | 休日     |

### メジャー

#### シングル
| 枚  | リリース日    | タイトル     |
| --- | ------------- | ------------ |
| 1st | 2008年2月6日  | はじまりの歌 |
| 2nd | 2008年4月2日  | ありがとう   |
| 3rd | 2008年6月11日 | SKY          |

#### オリジナルアルバム
| 枚  | リリース日   | タイトル      |
| --- | ------------ | ------------- |
| 1st | 2008年7月2日 | Drunk Monkeys |

#### ライブDVD
| 枚  | リリース日    | タイトル                        |
| --- | ------------- | ------------------------------- |
| 1st | 2009年3月25日 | Drunk Monkeys"TOUR 2008"and"+α" |

## 楽曲

### 未音源化曲
| 発表年 | 曲名      | 備考                                                                                 |
| ------ | --------- | ------------------------------------------------------------------------------------ |
| 2008年 | バトン    | 自身のライブ「大橋卓弥 with Drunk Monkeys TOUR 2008+α」の日本武道館公演で初披露。    |
| 2011年 | Who am I? | 自身のライブ「大橋卓弥 with Drunk Monkeys Live “Reprise II”at LIQUIDROOM」で初披露。 |
| 2011年 | EASY      | 自身のライブ「大橋卓弥 with Drunk Monkeys Live “Reprise II”at LIQUIDROOM」で初披露。 |

### 提供した楽曲
| 発売日         | 曲名                       | アーティスト名 | 収録                                                                     | 備考 |
| -------------- | -------------------------- | -------------- | ------------------------------------------------------------------------ | --- |
| 2009年3月18日  | Runway                     | 小坂忠         | デビュー42周年、60thのアニヴァーサリーアルバム『Connected:コネクテッド』 | 楽曲提供に加え、松たか子と共にコーラスとしても参加。 |
| 2009年6月17日  | スタートライン             | 20th Century   | V6の35thシングル「スピリット」の初回生産限定 MUSIC盤                     | 楽曲提供。 |
| 2011年         | 春のせい                   | RADIO BLOSSOMS | 未音源化                                                                 | FM802のACCESSキャンペーン2011年度キャンペーンソング。 作詞・作曲を担当。 Drunk Brothers名義でMummy-Dとともにプロデュースも担当。 また、RADIO BLOSSOMSの一員としてボーカルでも参加。 |
| 2023年10月27日 | 香雪蘭〜好きより愛してる〜 | 工藤静香       | 配信シングル「香雪蘭〜好きより愛してる〜 18thアルバム『明鏡止水』        | 作曲を担当。編曲は常田真太郎が担当。 コーラスでも参加。 |
| 2024年2月21日  | 貝がらの唄                 | 島袋優         | 1stアルバム『55rpm』                                                     | 作詞・作曲を担当。 |
| 2024年7月3日   | 第3惑星                    | 工藤静香       | 18thアルバム『明鏡止水』                                                 | 作曲を担当。 |

### 参加した楽曲
| 発売日/発表日  | 曲名                                                     | アーティスト名/名義                    | 収録 | 備考 |
| -------------- | -------------------------------------------------------- | -------------------------------------- | --- | --- |
| 2007年3月28日  | カオ上げて                                               | PLUS ONE                               | 佐藤竹善の10thシングル「FOUR WORLDS」 | 小田和正、佐藤竹善の二人によるユニット。 コーラスとして参加。                                                                                             |
| 2007年8月1日   | 群青                                                     | スピッツ                               | 33rdシングル「群青」 | 植村花菜と共にバッキングボーカルとして参加。 |
| 2007年10月24日 | そろそろいかなくちゃ AC2007ライブ Tribute to スガ シカオ | 大橋卓弥(スキマスイッチ)&秦基博        | スガ シカオの配信トリビュート・アルバム『AC2007ライブ Tribute to スガ シカオ』                                                                                                   | 秦基博とのコラボ楽曲。 スガ シカオの楽曲「そろそろいかなくちゃ」のカバー。 ボーカル・ギターを担当。Augusta Camp2007のライブ音源。                         |
| 2008年10月22日 | ラーメン'95                                              | 秦基博+大橋卓弥（from スキマスイッチ） | COILのトリビュート・アルバム『10th Anniversary Songs〜Tribute to COIL〜』 | 秦基博とのコラボ楽曲。COILの楽曲のカバー。 コーラス、ホイッスル、ピアノを担当。                                                                           |
| 2008年10月22日 | カウンセリング&メンテナンス(Copy & Paste Ver.)           | 福耳                                   | COILのトリビュート・アルバム『10th Anniversary Songs〜Tribute to COIL〜』 | 福耳のメンバーとして参加。COILの楽曲のカバー。 アルトサックスを担当。                                                                                     |
| 2008年10月22日 | 64                                                       | 大橋卓弥（from スキマスイッチ）+秦基博 | COILのトリビュート・アルバム『10th Anniversary Songs〜Tribute to COIL〜』 | 秦基博とのコラボ楽曲。COILの楽曲のカバー。 ボーカル・ギターを担当。                                                                                       |
| 2008年10月29日 | 明日ハレルヤ! 岡本真夜×大橋卓弥（from スキマスイッチ）   | 岡本真夜                               | 9thアルバム『seasons』 ベストアルバム『20th anniversary ALL TIME BEST 〜みんなの頑張るを応援する〜』                                                                             | コーラスアレンジに加え、ボーカル・コーラスとしても参加。                                                                                                  |
| 2009年8月19日  | 塊オンザウィングス                                       | 大橋卓弥 (fromスキマスイッチ)          | 塊魂TRIBUTE オリジナル・サウンドトラック『かたまりたけし』 | ボーカルとして参加。 |
| 2010年2月3日   | by bicycle feat. 大橋卓弥 from スキマスイッチ            | Fairlife                               | 3rdアルバム『みちくさ日和』 | ボーカルとして参加。 |
| 2010年7月21日  | ピアノとギターと愛の詩（うた）                           | 大橋卓弥(スキマスイッチ)+さかいゆう    | 福耳のベストアルバム『福耳 THE BEST ACOUSTIC WORKS』 | さかいゆうとの共作。さかいと共に作詞・作曲・編曲を担当。 ボーカル・コーラス・ギターを担当。                                                               |
| 2010年9月15日  | キセキ with 大橋卓弥（from スキマスイッチ）              | 植村花菜                               | 6thアルバム『花菜〜My Favorite Things〜』 | コーラスとして参加。 |
| 2010年7月21日  | 全部、君だった。                                         | 大橋卓弥（スキマスイッチ）             | 山崎まさよしのトリビュート・アルバム『HOME〜山崎まさよしトリビュート〜』 | 山崎まさよしの楽曲のカバー。 |
| 2010年11月17日 | グッバイ                                                 | 小田和正                               | 28thシングル「グッバイ」 | 佐藤竹善と共にバッキング・ボーカルとして参加。 |
| 2011年4月20日  | hello hello                                              | 小田和正                               | 8thアルバム『どーも』 | 佐藤竹善と共にバッキング・ボーカルとして参加。 |
| 2011年12月21日 | たしかなこと                                             | 大橋卓弥                               | 小田和正のトリビュート・アルバム『言葉にできない〜小田和正ベストカバーズ〜』 | 小田和正の楽曲のカバー。 |
| 2012年11月28日 | 夏の終わりのハーモニー                                   | 清水翔太                               | カバーアルバム『MELODY』 | 井上陽水と安全地帯のコラボ楽曲のカバー。 ゲストボーカルとして参加。                                                                                       |
| 2014年7月2日   | そんなことより 幸せになろう                              | 小田和正                               | 9thアルバム『小田日和』 | 光田健一、松たか子、JUJUと共にコーラスとして参加。 |
| 2014年7月2日   | この街                                                   | 小田和正                               | 9thアルバム『小田日和』 | コーラスとして参加。 |
| 2014年7月2日   | 彼方                                                     | 小田和正                               | 9thアルバム『小田日和』 | コーラスとして参加。 |
| 2014年7月2日   | mata-ne                                                  | 小田和正                               | 9thアルバム『小田日和』 | コーラスとして参加。 |
| 2015年11月25日 | ミスキャスト feat. 大橋卓弥(スキマスイッチ) & 奇妙礼太郎 | SPICY CHOCOLATE                        | 配信シングル「ミスキャスト feat. 大橋卓弥(スキマスイッチ) & 奇妙礼太郎」 10thアルバム『渋谷純愛物語2』                                                                           | 作詞・作曲を担当（作曲は共同）。 奇妙礼太郎と共にゲストボーカルとしても参加。                                                                             |
| 2016年4月20日  | Hello radio                                              | ザ・プールサイド                       | 未音源化 | FM802のACCESSキャンペーン2016年度キャンペーンソング。 ザ・プールサイドの一員としてボーカルで参加。                                                        |
| 2017年3月15日  | アイム・スティル・スタンディング                         | 大橋卓弥                               | 映画『SING/シング』サウンドトラック『シング - オリジナル・サウンドトラック』 エルトン・ジョンのトリビュート・アルバム『ユア・ソング～エルトン・ジョン ベスト・ヒッツ・カヴァー』 | エルトン・ジョンの楽曲の和訳カバー。 |
| 2019年7月17日  | ポートレイト                                             | 矢野まきと大橋卓弥（スキマスイッチ）   | ベストアルバム『矢野まき ALL TIME BEST』 | 共同で作曲、プロデュースを担当。ボーカルとしても参加。 |
| 2020年2月19日  | たくやとせいやはどうですか？                             | 卓弥と政哉                             | 未音源化 | 事務所の後輩松室政哉との共作。 自身の監修ライブPremium meets Premium TAKUYA OHASHI presents “卓弥と政哉”でのユニットでライブのテーマソングとして作成。    |
| 2020年12月18日 | Updraft（Power of Sound ver.）                           | 山崎まさよし                           | 配信企画アルバム『山崎×CM』 | 秦基博とともにコーラスとして参加。 同曲が起用されたオーディオテクニカ「Power of Sound Project」企業ブランドCMにはスキマスイッチとして秦基博とともに出演。 |
| 2021年1月1日   | 風を待って                                               | 小田和正                               | 配信シングル「風を待って」 | コーラスとして参加。 |
| 2022年3月18日  | ア・スカイ・フル・オブ・スターズ                         | 大橋卓弥                               | 映画『SING/シング: ネクストステージ』サウンドトラック『シング：ネクストステージ – オリジナル・サウンドトラック』                                                                 | コールドプレイの楽曲の和訳カバー。 |
| 2024年4月1日   | はなむけ                                                 | Radio Happy Willows                    | 未音源化 | FM802のACCESSキャンペーン2024年度キャンペーンソング Radio Happy Willowsの一員としてボーカルで参加。                                                       |
| 2024年4月15日  | 366日 feat. 大橋卓弥                                     | HY                                     | 配信シングル「366日 feat. 大橋卓弥」 | フジテレビ系月9ドラマ『366日』第2話主題歌 HYの楽曲「366日」を、仲宗根泉とデュエットした、コラボバージョン。                                               |
| 2024年7月16日  | ただの私                                                 | 矢野まき                               | 配信シングル「ただの私」 | ゲストコーラスとして参加。 |

## 参加したオムニバスアルバム
- 7B6PARADE（1998年）
  - 1.『雨 / Dear Friends』
    - 当時19歳の大橋が作詞、作曲、ボーカル、ギターを担当した楽曲。
- AC2007ライブ Tribute to スガ シカオ（2007年10月24日）※配信限定
  - 1.『そろそろいかなくちゃ AC2007ライブ Tribute to スガ シカオ / 大橋卓弥(スキマスイッチ)&秦基博』（スガシカオの楽曲のカバー）
- 10th Anniversary Songs〜Tribute to COIL〜（2008年10月22日）
  - 5.『ラーメン'95 / 秦基博+大橋卓弥（from スキマスイッチ）』
    - コーラス、ホイッスル、ピアノで参加。

  - 11.『カウンセリング&メンテナンス(Copy & Paste Ver.) 』
    - アルトサックスで参加。

  - 12.『64 / 大橋卓弥（from スキマスイッチ）+秦基博』
    - ボーカルとギターでの参加。
- かたまりたけし（2009年8月19日）
  - 2.『塊オンザウィングス』
- 冬ノうた（2009年12月16日）
  - 13.『そろそろいかなくちゃ / 大橋卓弥（スキマスイッチ）+秦基博』
  - 16.『温かい世界』
- ありがとうのうた（2010年3月3日）
  - 13.『ありがとう』
- 福耳 THE BEST ACOUSTIC WORKS（2010年7月21日）
  - 3.『ピアノとギターと愛の詩（うた） / 大橋卓弥(スキマスイッチ)+さかいゆう』
- HOME〜山崎まさよしトリビュート〜（2010年9月29日）
  - 4.『全部、君だった。』
- 言葉にできない〜小田和正ベストカバーズ〜（2011年12月21日）
  - 4.『たしかなこと』
    - 自身のシングル「ありがとう」のカップリング曲。
- MOTHER 〜感謝〜（2014年4月23日）
  - 5.『ありがとう』
- 5月 東京（2017年3月8日）
  - 8(ディスク1).「ありがとう」
- シング - オリジナル・サウンドトラック（2017年3月15日）
  - 26.『アイム・スティル・スタンディング』
    - エルトン・ジョンのカバー。
    - 日本盤ボーナス・トラック。
- ユア・ソング～エルトン・ジョン ベスト・ヒッツ・カヴァー（2018年4月18日）
  - 14.『I'M STILL STANDING』
    - 日本盤ボーナス・トラック。
- シング：ネクストステージ – オリジナル・サウンドトラック（2022年3月18日）
  - 23.『ア・スカイ・フル・オブ・スターズ 』[57]
    - コールドプレイのカバー。
    - 日本盤ボーナス・トラック。

## タイアップ一覧
| 楽曲         | タイアップ                                             |
| ------------ | ------------------------------------------------------ |
| はじまりの歌 | ユーキャン2008キャンペーンソング                       |
| ありがとう   | NHK土曜ドラマ『刑事の現場』主題歌                      |
| ありがとう   | 母の日花キューピットコラボレーションキャンペーンソング |
| ありがとう   | JB本四高速 CMソング                                    |
| SKY          | 角川映画『DIVE!!』主題歌                               |

## 出演

### CM
- ユーキャン通信講座（2008年、ユーキャン）
  - 「新・ユーキャン篇」
  - 「郵便篇」
  - 「バスの中篇」
- ザ・プレミアム・モルツ「神泡ラバーズ（スキマスイッチ・大橋卓弥）」篇[59]（2018年7月8日 - 、サントリー）

### TV
- SMAP×SMAP（2010年11月15日、フジテレビ） - 番組内の企画「芸能界ジャッキーチェン王決定戦」にゲスト出演
- みいつけた!（2012年、NHK Eテレ） - アーダ 役 ※声の出演
- PREMIUM INTERVIEW -玉置浩二-（2014年12月6日、スペースシャワーTV） - インタビュアーとして出演[24]
- めざましテレビ（2022年、フジテレビ） - 番組内のコーナー「紙兎ロペ」ジョニー 役 ※声の出演[60]
- 人志松本の酒のツマミになる話（2023年6月30日、フジテレビ）

### 映画
- 全国東宝系映画『ドラえもん のび太の恐竜2006』（2006年） - タイムパトロール隊員A 役 ※声の出演
- ケータイドラマサイトDORAMO内ドラマ『8ミリメートル』（2009年） - 医師 役
- 全国東宝系映画『THE LAST -NARUTO THE MOVIE-』（2014年） - 忍 役 ※声の出演

### 吹き替え
- イルミネーション・エンターテインメント映画『SING/シング』（2017年） - ジョニー 役（声：タロン・エガートン）[11]
- ディズニーピクサー映画『2分の1の魔法』（2020年） - ウェイター 役[61]
- イルミネーション・エンターテインメント映画『SING/シング: ネクストステージ』（2022年） - ジョニー 役（声：タロン・エガートン）[62]

### Webコンテンツ
- LIFE with Fender（2023年4月25日、Fender）[63]

## ライブ

### 出演イベント
| 開催年 | 日程     | イベントタイトル                                                      | 会場                                   | 収録作品                    | 備考 |
| ------ | -------- | --------------------------------------------------------------------- | -------------------------------------- | --------------------------- | --- |
| 2006年 | 9月9日   | LIVE IN EXPO '70 朝日新聞 21 LIVE 「風に吹かれて 2006」               | 万博記念公園（大阪）                   | -                           | コブクロ主催のイベントに出演。松たか子と「明かりの灯る方へ」（松たか子）、「元気を出して」（薬師丸ひろ子）、コブクロを加えて「ボクノート」（スキマスイッチ）をコラボ。また、コブクロと「blue blue」（コブクロ）、「全力少年」（スキマスイッチ）をコラボ。また、「同じ窓から見てた空」（コブクロ）に参加。 |
| 2008年 | 2月29日  | POWER OF MUSIC                                                        | 日本武道館（東京）                     | -                           | 絢香主催のイベントに出演。絢香、塩谷哲と「Laday Madonna」（The Beatles）、「三日月」（絢香）をコラボ。また、「POWER OF MUSIC」（絢香）に参加。 |
| 2008年 | 5月24日  | 百年の鼓動                                                            | Zepp Nagoya（愛知）                    | -                           | 星野楽器創業100周年イベントに出演。Drunk Monkeysとして初めてのライブ。自身の楽曲を披露した他、奥田民生と「愛のために」（奥田民生）をコラボ。 |
| 2008年 | 6月8日   | SPACE SHOWER TV presents VOICES ～秦 基博～                           | 日比谷野外大音楽堂（東京）             | -                           | 秦基博のライブにゲスト出演。秦と「そろそろいかなくちゃ」（スガシカオ）をコラボ。 |
| 2008年 | 7月19日  | ap bank fes '08                                                       | つま恋 スポーツ広場（静岡）            | 映像作品『ap bank fes '08』 | 自身の楽曲を披露した他、Bank Band と「星になれたら」（Mr.Children）をコラボ。また、Bank Bandの「to U」に参加。 |
| 2008年 | 7月27日  | FM802 MEET THE WORLD BEAT 2008                                        | 万博記念公園（大阪）                   | -                           | |
| 2008年 | 8月16日  | J-WAVE LIVE 2000+8                                                    | 国立代々木競技場 第一体育館（東京）    | -                           | 大橋卓弥+秦基博として出演。オリジナル楽曲「夏の日の81.3」（「夏の日の1993」のオマージュ）、「キミ、メグル、ボク」（秦基博）、「ありがとう」（大橋卓弥）、「そろそろいかなくちゃ」（スガシカオ）、「夏はこれからだ!」（福耳）を披露。 |
| 2008年 | 8月23日  | SOUND MARINA 2008 ～Feel the Voice 7～                                | 広島港出島野外特設会場（広島）         | -                           | |
| 2010年 | 2月29日  | 塩谷哲プロデュース Saltish Night Vol.XIV                              | 中野サンプラザ（東京）                 | -                           | 塩谷哲主催のイベントに出演。塩谷と「Angels We Have Heard on High」（讃美歌）、「はじまりの歌」（大橋卓弥）、「Home」（Michael Bublé）をコラボ。また、「星の夜」（塩谷啓）に参加。 |
| 2011年 | 5月27日  | 美ぎ島ミュージックコンベンション イン 宮古島2011                      | 川満漁港内グラウンド（沖縄）           | -                           | |
| 2013年 | 2月23日  | 音泉♪おおいた2013                                                     | 別府国際コンベンションセンター（大分） | -                           | 自身の楽曲の他、「糸」（中島みゆき）、「風をあつめて」（はっぴいえんど）を披露。 |
| 2013年 | 11月25日 | 古田たかしドラム生活40年祭～しーたか40～                              | SHIBUYA-AX（東京）                     | -                           | 古田たかしの活動40周年イベントに出演。「Little Bitty Pretty One」（Thurston Harris）、「イージュー★ライダー」（奥田民生）を披露。また、「In-A-Gada-Da-Vida」（Iron Butterfly）、「Balla,balla」（The Rainbows）に参加。 |
| 2014年 | 6月21日  | live K 2014 ～SUIKA・WA・RI～                                         | 日比谷野外大音楽堂（東京）             | -                           | K主催のライブに出演。Kと「NOTE」（K）、「Crying In The Rain」（The Everly Brothers）、Kと根本要と「Joy To The World」（Three Dog Night）、「Music In My Life」（K）をコラボ。 |
| 2015年 | 2月25日  | JAM ADDICT ～SINGING MONKEYS～                                        | 代官山UNIT（東京）                     | -                           | 森広隆主催のライブに出演。自身の楽曲の他、「生きてることが辛いなら」（森山直太朗）、「しあわせのランプ」（玉置浩二）、「ひとりじゃないさ」（森広隆）を披露。また、森と「白日」「君への言葉」「愛のBeat」（森広隆）、「Magic Girl」「ブルース」（大橋卓弥）、「Nowhere Man」（The Beatles）、「藍」（スキマスイッチ）、「 Change The World」（ Eric Patrick Clapton）、村石雅行を加えて「君の話」（スキマスイッチ）、「Funk Redemption」（森広隆）をコラボ。 |
| 2017年 | 3月8日   | 映画『SING/シング』ジャパンプレミア スペシャルLIVE SHOW               | 東京国際フォーラム（東京）             | -                           | 自身が吹き替え声優を務めた映画『SING/シング』ジャパンプレミアに出演。「Golden Slumbers」「Carry That Weight」（The Beatles）、「I'm Still Standing」（Elton John）を披露。 |
| 2021年 | 12月27日 | Office Augusta 30th MUSIC BATON Vol.2 大橋卓弥(スキマスイッチ)『PIN』 | BLUE NOTE TOKYO（東京）                | -                           | 2公演開催。自身の楽曲の他、1部では「Funny Bunny」（the pillows）、「さよならミッドナイト」（大柴広己）、「君が好き」（Mr.Children）、「Don't leave me」（阿部真央）、「女の子は泣かない」（片平里菜）、「サーチライト」（玉置浩二）、「化粧」（中島みゆき）、「君の話」「Ah Yeah!!」「ソングライアー」（スキマスイッチ）、2部では「僕が僕であるために」（尾崎豊）、「はじまりはいつも雨」（ASKA）、「Don't leave me」（阿部真央）、「車輪の唄」（BUMP OF CHICKEN）、「ミスターカイト「ソングライアー」「東京」「Baby good sleep」「君の話」「全力少年」（スキマスイッチ）を披露。 |
| 2022年 | 3月10日  | 第4回！ Happy and Fun Music Festival supported by Orange              | Music Club JANUS （大阪）              | -                           | 自身の楽曲の他、「化粧」（中島みゆき）、「車輪の唄」（BUMP OF CHICKEN）、「吠えろ!」「ガラナ」（スキマスイッチ）を披露。また、中島ヒロト、Keishi Tanaka、関取花と「全力少年」をコラボした。 |
| 2022年 | 3月8日   | 映画『SING／シング：ネクストステージ』公開記念LIVEイベント            | 豊洲PIT（東京）                        | -                           | 自身が吹き替え声優を務めた映画『SING／シング：ネクストステージ』の公開記念イベントに出演。「A Sky Full Of Stars」（Coldplay）を披露。 |
| 2024年 | 10月19日 | 矢野まき 25th Anniversary LIVE Special 「ARIGATO! ARIGATO!」          | 日本橋三井ホール（東京）               | -                           | 矢野まきのライブにゲスト出演。矢野と「ただの私」「大きな翼」「ポートレイト」（矢野まき）をコラボ。 |
| 2024年 | 12月29日 | FM802 ROCK FESTIVAL RADIO CRAZY 2024                                  | インテックス大阪（大阪）               | -                           | Radio Happy Willowsのメンバーとして出演。Radio Happy Willowsとして楽曲を披露した他、アイナ・ジ・エンドと「大阪LOVER」（DREAMS COME TRUE）をコラボ。また、シークレットゲストとして出演した常田と「奏（かなで）」（スキマスイッチ）を披露した他、ヤマサキセイヤ、サイトウタクヤ、アイナ・ジ・エンドと「全力少年」（スキマスイッチ）をコラボ。 |
| 2025年 | 10月9日  | SHO WADA presents Two Chairs Vol.2                                    | 草月ホール（東京）                     | -                           | 和田唱のライブにゲスト出演。 |

## 参加ユニット
- RADIO BLOSSOMS　(2011年)

FM802のACCESSキャンペーン2011年度のスペシャルユニット。ボーカルとして参加した他、作詞・作曲、「Drunk Brothers」としてプロデュースも担当した。
- Drunk Brothers　(2011年)

Mummy-Dとのユニット。FM802のACCESSキャンペーン2011年度のキャンペーンソング「春のせい」のプロデュースを担当。
- ザ・プールサイド　(2016年)

FM802のACCESSキャンペーン2016年度のスペシャルユニット。ボーカルとして参加。
- 矢野まきと大橋卓弥（スキマスイッチ）　(2019年)

シンガーソングライター矢野まきとのユニット。「ポートレイト」を発表。
- 卓弥と政哉　(2020年)

自身の監修ライブ「Premium meets Premium TAKUYA OHASHI presents “卓弥と政哉”」にて事務所の後輩である松室政哉とのユニット。
ライブのテーマソングとして「たくやとせいやはどうですか？」を作成。
- 大石成正卓弥　（2022年）

ギタリストの石成正人とのユニット。
ライブ「大石成正卓弥」を開催。
- Radio Happy Willows　（2024年）

FM802のACCESSキャンペーン2024年度のスペシャルユニット。ボーカルとして参加。